# Ctenochira validicornis
Ctenochira validicornis är en stekelart som först beskrevs av Carl Gustav Alexander Brischke 1871.  Ctenochira validicornis ingår i släktet Ctenochira och familjen brokparasitsteklar. Arten är reproducerande i Sverige. Inga underarter finns listade i Catalogue of Life.